# Malestroit
Malestroit är en kommun i departementet Morbihan i regionen Bretagne i nordvästra Frankrike. Kommunen ligger i kantonen Malestroit som tillhör arrondissementet Vannes. År 2022 hade Malestroit 2 533 invånare.

## Befolkningsutveckling
Antalet invånare i kommunen Malestroit
| Referens: INSEE |